# سيمون فولر (مصور)
سيمون فولر (بالإنجليزية: Simon Fowler)‏ هو مصور بريطاني، ولد في 1954.

## وصلات خارجية
- سيمون فولر على موقع ميوزك برينز (الإنجليزية)
- سيمون فولر على موقع ديسكوغز (الإنجليزية)